# Annie Lorrain Smith
Annie Lorrain Smith (Everton, Liverpool, 23 d'octubre de 1854 - Londres, 7 de setembre de 1937) va ser una liquenòloga britànica. La seva obra Lichens (1921) va ser un llibre de text essencial durant dècades. També va ser micòloga i membre fundadora de la British Mycological Society, on va exercir com a presidenta durant dos mandats.

## Primers anys i educació
Encara que havia nascut a Liverpool, la seva família vivia a la zona rural de Dumfriessshire, on el seu pare era ministre de l'Església Lliure d'Escòcia a la parròquia de Half Morton, a prop de Gretna Green. La seva mare era Annie Lorrain, de soltera Brown. Entre els seus germans hi ha el patòleg i professor James Lorrain Smith.
Després de fer l'escolarització a Edimburg, va marxar a l'estranger per estudiar francès i alemany, i després va treballar com a institutriu. Es va traslladar a Londres, va començar a estudiar botànica cap al 1878 i va anar a les classes impartides per DH Scott al Royal College of Science.

## Carrera
Scott va trobar feina per a Lorrain Smith al Museu Britànic per a tenir cura de la col·lecció de diapositives de fongs microscòpics d'Anton de Bary, però va haver de ser pagada amb un fons especial perquè les dones no hi podien ser contractades oficialment. Aviat es va responsabilitzar d'identificar la majoria dels fongs que arribaven al museu. Va identificar i referenciar fongs acabats de recollir, arribats del Regne Unit o de l'estranger –especialment les de l'Àfrica oriental tropical, Angola i les Índies Occidentals–, i en total va treballar a l'herbari criptogàmic del museu des de 1892 fins a 1933. Va publicar diversos articles per donar-los a conèixer de 1895 a 1920.
Annie Lorrain Smith va dirigir un estudi de líquens a l'illa de Clare, que es trobava fora de la badia de Clew, a Irlanda, el 1910 i el 1911. L'estudi de l'illa de Claire va implicar no només irlandesos, sinó també diversos científics europeus, que van estudiar diferents aspectes de la història natural de l'illa, en un estudi pioner per l'època. Es pot atribuir a aquest equip el primer projecte destinat a caracteritzar una àrea biogeogràfica concreta.
El 1921 Lorrain Smith va escriure el Manual il·lustrat dels líquens britànics, que va ser clau per al coneixement d'aquests líquens. El mateix any es va publicar Líquens, que es va establir ràpidament com a text clàssic.

## Honors
Estigué compromesa amb la causa del sufragi femení i els drets de les dones. i el desembre de 1904 va ser escollida com una de les primeres dones membres de la Societat Linneana de Londres després d'un canvi en els estatuts de la societat. Posteriorment fou membre del seu consell (1918 -1921).
També va ser sòcia fundadora de la British Mycological Society i en va ser la presidenta dues vegades (1907, 1917).
El 1931, quan tenia gairebé setanta-set anys, se li va concedir una pensió de llista civil "en reconeixement dels seus serveis a la ciència botànica" i es va jubilar l'any següent. El 1934 va rebre l'Orde de l'Imperi Britànic: a "Miss Annie Lorrain-Smith, per les contribucions a la micologia i la liquenologia".

## Tàxons homònims
El fong liquenitzat Verrucaria lorrain-smithiae va rebre el seu nom.
L'abreviació botànica estandarditzada per citar un tàxon descrit per aquesta autora és A.L.Sm.

## Publicacions seleccionades
- Crombie, James M. A Monograph of Lichens Found in Britain: Being a Descriptive Catalogue of the Species in the Herbarium of the British Museum, Part 1.  Londres: British Museum (Natural History), 1894.
- Wrigley, M. Studies of Trees and Flowers.  Methuen, 1911.
- Smith, Annie Lorrain. A Monograph of Lichens Found in Britain: Being a Descriptive Catalogue of the Species in the Herbarium of the British Museum, Volume 2.  London, Trustees of the British Museum, 1911.
- Smith, Annie Lorrain. Lichens.  University Press, 1921.
- Smith, Annie Lorrain (1921). Handbook of the British lichens. British Museum.